# Munkay János
Munkay János (Nagyfalu, Árva vármegye, 1820. július 13. – Garamújfalu, 1890. március 6.) római katolikus plébános és tiszteletbeli kanonok.

## Élete
A gimnáziumot Rózsahegyen és Egerben végezte. 1837-ben szepesegyházmegyei papnövendék lett. A teológia II. évét elvégezte, majd kilépett és tanítással foglalkozott. 1849-ben az esztergomi főegyházmegyébe vették fel és a teológia tanulását Nagyszombatban befejezte. 1850. július 16-án felszentelték. Káplán volt Balassagyarmaton; 1853-ban plébános lett Kékkőn, 1864-ben alesperes. 1870 májusában Bussára (Nógrád vármegye) ment lelkésznek, 1875. október 28-án Garamújfaluba plébánosnak és 1888. május 12-én esztergomi tiszteletbeli kanonoknak nevezték ki.

## Újságírói munkássága
Cikkei a Katholikus Egyház és Iskolai Lapban (1819. A kath. nevelés haszna); a Religióban (1851. Mellképek a XIX. század életéből, 1857. Méltánylása az új házassági polgári törvénynek, 1860. A keresztény iskolatestvérek, Az öngyilkosság vallás-erkölcsi s társadalmi szempontból, 1861. Crux de cruce, A tévtanok kiirtója, Reménysugár a világegyház láthatárán, 1863. A kegyúri kérdés, 1864. A jelenkori nyugtalanságok egyik főoka, 1868. A kereszténység és rabszolgaság, A kath. autonomiáról); a Családi Lapokban (1854. II. Szent kereszt diadala); a Pázmány-Füzetekben (III. 1858. Egy protestáns vallásúnak a kath. egyházba fölvételekor, IV. 1859. Templomi katekesisek): a Tanodai Lapokban (1859. Szóljunk egyről másról); a M. Sionban (1861. A kékkői plébánia, 1865. könyvism.); a Magyar Államban (1872. 217., 220. sz. Vidéki hangok Nógrádból; Közoktatási igényeink és az újonnan megnyílt országgyűlés, 1874. 18-44. sz. Az úgynevezett programmbeszéd s annak hordereje, 80-82. Báró Wenckheim László és a programmbeszéd, 104. Hodossy Imre képviselő és az eperjesi egyházkerület; 1883. 37. sat. sz. Magyarország nem volt, hanem lesz); a Katholikus Hetilapban (1879. A koldusok sorsa a pogány és keresztény világban, Az alamizsna, Barsmegye és a szent-benedeki fogadalmi kápolna) a Népiskolai Tanügyben (1881. Tanügyi beszéd, mellyel a lévai esperesi tankerület 1881. aug. 17. Garam-Ujfalun megtartott tanítói tanácskozmányát megnyitotta, Tanügyi beszéd, melyet 1880-ban mondott, Az 1882. aug. 22. tanítói tanácskozmány alkalmával Garam-Ujfalun tartott, 1883. Elnöki beszéd a Léva és vidéki tanítóegylet választmányi gyűlésén; a Magyar Szemlében (1889. Nyilt levelek a szerkesztőhöz, irodalmi és társadalmi viszonyokról) és a Kath. Lelkipásztorban.

## Munkái
- Korunk fő tévedései a religio körül. Egyházi beszédekben megfejtette. Jutalmat nyert pályamunka. Pest, 1853.
- Mennyei nefelejts. Imakönyv keresztény katholikusok használatára. Bécs, 1854.
- A boldogságos szűz Isten anyja Máriának élete. Pest, 1854. Hét képpel. (2. kiadás. Pest, 1855., 1865., 3. k. Bpest, 1881. 4. k. 1890., 1896. 23 képpel, bőv. 1900.).
- Istennek földi országa Európában 1840 óta, vagyis minő viszonyban áll a katholicismus hitélete, azaz a hit és erkölcsök emelkedése, annak külterjedelméhez 1840 óta Európában? A pesti egyetemi hittani kar által Horváth-féle jutalommal koszorúzott pályamunka. Pest, 1855.
- Jézus Krisztus Isten fia s a világ megváltója kinszenvedésének és halálának története. Balassa-Gyarmaton, 1858. (Tótul: Pest, 1863. és Szakolcza, 1869.).
- Der neue geistliche Schild wider alle Gefährlichkeiten des Lebens und der Seele zu Wasser und zu Lande. Ein kath. Gebet- und Betrachtungsbuch auf alle Tage in der Woche. Nebst 14. Abbildungen von Heiligen. Wien, 1860.
- Der Weg zum ewigen Leben. Ein Gebet- und Erbaungsbuch fur kath. Christen. Wien, év n. (6 kiadás).
- Herz Mariae. Gebetbüchlein. Wien, év n.
- Dcéra Sionská. Beszterczebánya, 1862. (Sion lánya. Imakönyv).
- A 89-ki elvek és a kereszténység, vagyis: A mult századi hitetlen bölcsészet s franczia forradalmi elvekből született társadalmi és állami bajoknak fejtegetése a ker. hit s történelem szempontjából. A pesti m. k. egyetem hittani kara által Horváth József alapítványából jutalmazott pályamunka. Wien, 1865.
- Róma, az apostoli szentszék és a keresztény világ. A XVIII. és százados vértanusági emlékünnep alkalmából. Wien, 1868.
- A szentségek szentsége. Az az: az Istenember Jézus Krisztus valóságos jelenléte az oltári szentségben. Hiteles kútfők s különösen b. e. néhai Egri Lajos jeles kézirata nyomán megdönthetetlen védelvekkel kimutatva s megfejtve. Bpest, 1874.
- Igaz-e, hogy a kath. iskolának eddig nem volt gazdája? Röpirat. Eger, 1876.
- Az oltári áldozat. Bpest, 1880.
- A szent angyalok története világkormányzási s embergondviselési szempontból. Esztergom, 1880-1884. Öt kötet 118 fametszettel.
- A szent ősangyalok története világkormányzati s embergondviselési szempontból. A szentírás, egyházi s világi tekintélyes írók s egyéb hiteles kútfők nyomán. Esztergom, 1885.
- Superintendens-e vagy püspök? Vagyis: A püspöki méltóság a kath. egyházban, különös tekintettel hazánkra. Esztergom, 1886.
- Igaz-e, hogy mi katholikusok mindenben hátra vagyunk s ha igen, mi ennek az oka? Esztergom, 1888.
- Viribus unitis coelestibus; vagyis szent atyánk XIII. Leo pápa imarendelete, mint a világbéke s egyházszabadság leghathatósabb eszköze. Esztergom, 1888. (Ism. M. Sion 1889. polemia).
- Ártatlanok lilioma. Imakönyv a keresztény ifjúság számára. Winterberg, év n.
- Jézus, a világ megváltója. Imák kereszt. katholikusok számára. Winterberg, év n.
- Jézus legszentebb szíve az én oltalmam életemben és halálomban. Winterberg, év n.
- Mennyei arany-kulcs. Imakönyv a mennyei boldogságban részesülni kivánó keresztény hívek számára. Winterberg, év n.
- Új rózsa-kert. Imakönyv. Winterberg, év n.
- Szerelmi lángok Jézus- és Máriához. Winterberg, év n.
- Égi kalauz a lelki épülés és áhítat terén. Imakönyv ker. katholikusok számára. Bpest és Winterberg (1890).